# Spanjaardstraat
De Spanjaardstraat is een straat in Brugge.

## Beschrijving
De straat in winkelhaak die door het handelskwartier liep van de vreemde naties, heette eerst Winkel, onderverdeeld in Lange Winkel en Korte Winkel.
De Korte Winkel, thans herschreven als Kortewinkel, heeft haar naam behouden.
De Lange Winkel zou na verloop van tijd de Spanjaardstraat worden. Spanje was de algemene naam voor de verschillende naties uit het Iberisch Schiereiland die zich in Brugge kwamen vestigen: Catalonië, Valencia, Navarra, Galicië, Castilië en León, Biskaje en Portugal.
Behalve de Biskajers sloten de verschillende naties stilaan dichter bij elkaar aan en richtten een gemeenschappelijk Spaans Consulaat op. Dit consulaat vestigde zich in de Lange Winkel in het Hof van Spanje en in de loop van de 15de eeuw verdween stilaan de naam 'Lange Winkel' om plaats te maken voor die van Spanjaardstraat.
De Spanjaardstraat loopt vanaf de kruising met de Academiestraat en het Jan van Eyckplein tot aan de Augustijnenbrug, aan de kruising van de Kortewinkel en de Spaanse Loskaai.

## Bekende bewoners
- Charles de Brouckère (senior)